# Deutsche Handballmeisterschaft (Frauen) 1974
Für die Endrunde um die 17. deutsche Meisterschaft im Hallenhandball der Frauen hatten sich die Meister der fünf Regionalverbände Süd, Südwest, West, Nord und Berlin qualifiziert. Zunächst wurde ein Vorrundenspiel ausgetragen, dessen Sieger in das Halbfinale einzog. Die beiden Halbfinalsieger bestritten in Celle (vor 700 Zuschauern) das Finale um die deutsche Meisterschaft. Deutscher Meister wurde Bayer Leverkusen.

## Spielergebnisse

### Vorrunde
- TSV Rot-Weiß Auerbach – Bayer Leverkusen 5:10

### Halbfinale
- Holstein Kiel – TSV GutsMuths Berlin 4:5, 9:11
- FC Bayern München – Bayer Leverkusen 11:12, 7:13

### Finale
- Bayer Leverkusen – TSV GutsMuths Berlin 15:12 n. V. (10:10, 5:4)

## Die Meistermannschaft
| 1. | Bayer Leverkusen |
|    | - Mannschaft: Monika Hogrebe, Renate Winkler, Ottrun Weber, Maria Hynek, Waltraud Fischer, Gisela Hoey-Meeser, Gesine Küster, Heiderose Bracklow, Reni Moosbach, Mira Novitovic, Elisabeth Papp, Petra Panne - Trainer: ? |